# Kazimierz Stafiej
Kazimierz Stafiej (Nowa Sarzyna, 22 februari 1968) is een voormalig wielrenner uit Polen. Hij was actief als beroepsrenner van 1996 tot 2008. 

## Erelijst
2000
- 1e etappe Inter. Course 4 Asy Fiata Autopoland
- Eindklassement Inter. Course 4 Asy Fiata Autopoland
- 5e etappe Ronde van Japan

2001
- 4e etappe Ronde van Japan
- 1e etappe Malopolski Wyscig Gorski
- Memorial Andrzej Kaczyny
- 12e etappe Herald Sun Tour (samen met Eugen Wacker, Remigius Lupeikis, Zbigniew Piątek en Piotr Chmielewski)
- Tussensprintklassement Ronde van Polen

2002
- 4e etappe Malopolski Wyscig Gorski
- Karp Milicki-Milicz
- Tussensprintklassement Ronde van Polen

2003
- 1e etappe Szlakiem Grodow Piastowskich
- Puchar Ministra Obrony Narodowej

2004
- Szlakiem walk mjr. Hubala

2007
- 6e etappe Ronde van Slowakije